# 取り合わせ
| ウィキペディアには「取り合わせ」という見出しの百科事典記事はありません（タイトルに「取り合わせ」を含むページの一覧/「取り合わせ」で始まるページの一覧）。 代わりにウィクショナリーのページ「取り合わせ」が役に立つかもしれません。 |